# Isla de los Demonios
La Isla de los Demonios es una isla legendaria que se ha situado generalmente en las proximidades de Terranova y la Península del Labrador.
En rigor, tal isla ha sido representada como un par de islas estrechamente unidas tal como ocurre con San Pedro y Miguelón, sin embargo, la ubicación difiere, ya que la supuesta isla de los Demonios se localiza en los mapas casi siempre al norte de la ya citada Terranova (o Newfoundland). La isla comenzó a aparecer en la cartografía a inicios del siglo XVI y cesó de figurar en el siglo XVII.
El nombre le fue dado porque se suponía habitada por bestias salvajes y por demonios que atraían a los navegantes para luego devorarles.
En el planisferio impreso por Johann Ruysch en 1507, uno de los primeros en recoger los descubrimientos de castellanos y portugueses en el Nuevo Mundo y de enorme influencia por el número de sus copias, se localizan al suroeste de la «península» de Groenlandia y noreste de Terranova dos pequeñas islas en forma de creciente lunar, con una inscripción en la que se advierte: «Se dice que quienes llegan en barco a estas islas buscando peces y otros alimentos, son engañados por los demonios para que no puedan desembarcar sin peligro».